# Argumento moral

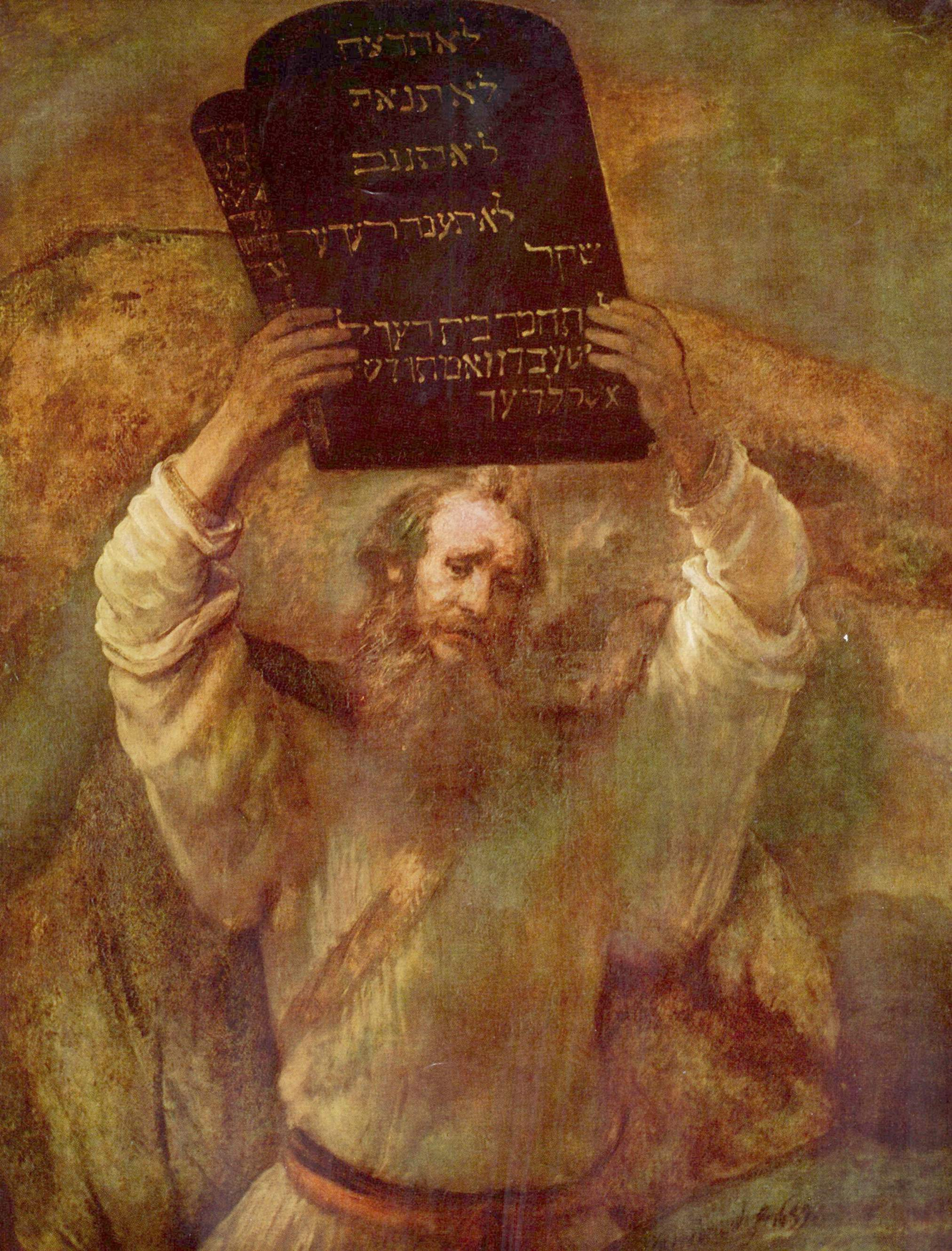
El argumento moral sostiene la necesidad de un legislador moral que establezca la existencias de leyes objetivas para la conducta éticas.

El argumento moral o argumento axiológico es un argumento en favor para la existencia de Dios. Los argumentos de la moralidad tienden a basarse en ética normativa o el orden moral. Los argumentos de la normatividad moral observan algún aspecto de la moralidad y argumentan que Dios es la mejor o la única explicación para esto, concluyendo que Dios debe existir. Los argumentos del orden moral se basan en la necesidad afirmada de que exista orden moral en el universo. Afirman que, para que exista este orden moral, debe existir Dios para sostenerlo. El argumento de la moralidad es digno de mención porque no se puede evaluar la solidez del argumento sin atender a casi todas las cuestiones filosóficas importantes en metaética.
El filósofo alemán Immanuel Kant ideó un argumento desde la moral basado en la razón práctica. Kant argumentó que el objetivo de la humanidad es lograr la felicidad y la virtud perfectas (el summum bonum) y creía que se debe asumir que existe una vida futura para que esto sea posible, y que se debe asumir que Dios existe para proporcionarla. Sin embargo, en lugar de intentar probar la existencia de Dios, Kant simplemente intentaba demostrar que todo pensamiento moral requiere la suposición de que Dios existe y, por lo tanto, que tenemos derecho a hacer tal suposición sólo como un principio regulativo y no como un principio constitutivo. (lo que significa que tal principio puede guiar nuestras acciones, pero no proporciona conocimiento). En su libro Mere Christianity, C. S. Lewis argumentó que "la conciencia nos revela una ley moral cuya fuente no puede encontrarse en el mundo natural, señalando así a un Legislador sobrenatural". Lewis argumentó que aceptar la validez de la razón humana como un hecho debe incluir la aceptación de la validez de la razón práctica, que no podría ser válida sin referencia a un orden moral cósmico superior que no podría existir sin un Dios que creara y/o establecerlo. Un argumento relacionado proviene de la conciencia; John Henry Newman argumentó que la conciencia respalda la afirmación de que existen verdades morales objetivas porque impulsa a las personas a actuar moralmente incluso cuando no es en su propio interés. Newman argumentó que, debido a que la conciencia sugiere la existencia de verdades morales objetivas, Dios debe existir para dar autoridad a estas verdades.
Los defensores contemporáneos del argumento de la moralidad son Graham Ward, Alister McGrath y William Lane Craig. Por otro lado, críticos como Quentin Smith sostienen que muchos teístas y ateos modernos rechazan la idea de que Dios es el fundamento de la moralidad como absurda.

## Formulación general
Todas las variaciones del argumento de la moralidad comienzan con una observación sobre el pensamiento o las experiencias morales y concluyen con la existencia de Dios. Algunos de estos argumentos proponen hechos morales que, según afirman, son evidentes a través de la experiencia humana, argumentando que Dios es la mejor explicación para ellos. Otras versiones describen algún fin que los humanos deberían esforzarse por alcanzar y que sólo es posible si Dios existe.
Muchos argumentos de la moralidad se basan en la normatividad moral, que sugiere que existen verdades morales objetivas y requieren la existencia de Dios para darles autoridad. A menudo consideran que la moralidad parece ser vinculante: se considera que las obligaciones transmiten algo más que una simple preferencia, sino que implican que la obligación se mantendrá, independientemente de otros factores o intereses. Para que la moralidad sea vinculante, Dios debe existir. En su forma más general, el argumento de la normatividad moral es:
1. Se observa una experiencia humana de la moralidad.
2. Dios es la mejor o única explicación para esta experiencia moral.
3. Por tanto, Dios existe.[8]

Algunos argumentos del orden moral sugieren que la moralidad se basa en la racionalidad y que esto sólo puede ser así si existe un orden moral en el universo. Los argumentos proponen que sólo la existencia de Dios tal como se concibe ortodoxamente podría respaldar la existencia de un orden moral en el universo, por lo que Dios debe existir. Argumentos alternativos del orden moral han propuesto que tenemos la obligación de alcanzar el bien perfecto tanto de la felicidad como de la virtud moral. Atestiguan que cualquier cosa que estemos obligados a hacer debe ser posible, y lograr el bien perfecto tanto de la felicidad como de la virtud moral sólo es posible si existe un orden moral natural. Un orden moral natural requiere la existencia de Dios tal como se concibe ortodoxamente, por lo que Dios debe existir.

## Variaciones

### Razón práctica

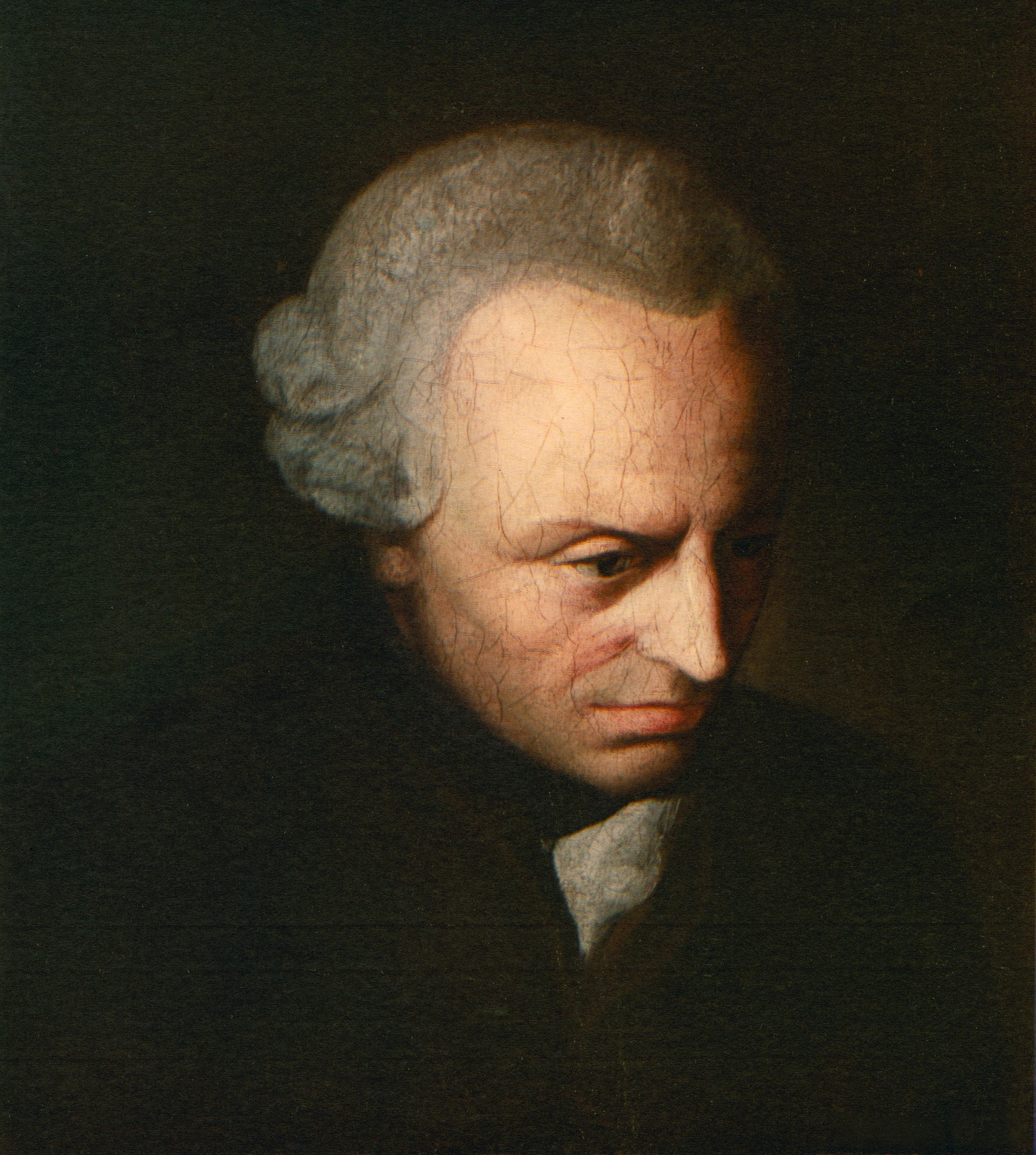
Retrato de Immanuel Kant, quien propuso un argumento a favor de la existencia de Dios desde la moral.

En su Crítica de la razón pura, el filósofo alemán Immanuel Kant afirmó que ningún argumento exitoso a favor de la existencia de Dios surge únicamente de la razón. En su Crítica de la razón práctica continuó argumentando que, a pesar del fracaso de estos argumentos, la moralidad requiere que se asuma la existencia de Dios debido a la razón práctica.  En lugar de probar la existencia de Dios, Kant intentaba demostrar que todo pensamiento moral requiere la suposición de que Dios existe.  Kant argumentó que los humanos están obligados a lograr el summum bonum: los dos objetivos centrales de la virtud moral y la felicidad, donde la felicidad surge de la virtud. Como el deber implica poder, argumentó Kant, debe ser posible alcanzar el summum bonum. Aceptó que no está dentro del poder de los humanos lograr el summum bonum, porque no podemos asegurar que la virtud siempre conduzca a la felicidad, por lo que debe haber un poder superior que tenga el poder de crear una vida después de la muerte donde la virtud pueda ser recompensada por felicidad.
El filósofo G. H. R. Parkinson señala una objeción común al argumento de Kant: que lo que se debe hacer no implica necesariamente que sea posible. También sostiene que existen concepciones alternativas de la moralidad que no se basan en los supuestos que hace Kant; cita el utilitarismo como ejemplo que no requiere el summum bonum. Nicholas Everitt sostiene que gran parte de la orientación moral es inalcanzable, como el mandamiento bíblico de ser como Cristo. Propone que las dos primeras premisas de Kant sólo implican que debemos intentar lograr el bien perfecto, no que sea realmente alcanzable.

### Argumento a partir de verdades morales objetivas
Tanto los teístas como los no teístas han aceptado que la existencia de verdades morales objetivas podría implicar la existencia de Dios. El filósofo ateo John Leslie Mackie aceptó que, si existieran verdades morales objetivas, justificarían una explicación sobrenatural. El filósofo escocés William Ritchie Sorley presentó el siguiente argumento:
1. Si la moralidad es objetiva y absoluta, Dios debe existir.
2. La moralidad es objetiva y absoluta.
3. Por lo tanto, Dios debe existir.[14]

William Lane Craig ha defendido esta forma de argumento moral. Muchos críticos han cuestionado la segunda premisa de este argumento, ofreciendo una explicación biológica y sociológica del desarrollo de la moralidad humana que sugiere que no es ni objetiva ni absoluta. Esta explicación, apoyada por el biólogo E. O. Wilson y el filósofo Michael Ruse, propone que la experiencia humana de la moralidad es un subproducto de la selección natural, una teoría que el filósofo Mark D. Linville llama naturalismo evolutivo. Según la teoría, la experiencia humana de las obligaciones morales fue el resultado de presiones evolutivas, que adjuntaban un sentido de moralidad a la psicología humana porque era útil para el desarrollo moral; esto implica que los valores morales no existen independientemente de la mente humana. La moralidad podría entenderse mejor como un imperativo evolutivo para propagar genes y, en última instancia, reproducirse. Ninguna sociedad humana hoy defiende la inmoralidad, como el robo o el asesinato, porque sin duda conduciría al fin de esa sociedad en particular y a cualquier posibilidad de supervivencia futura de su descendencia. El empirista escocés David Hume planteó un argumento similar: la creencia en verdades morales objetivas no está justificada y discutirlas no tiene sentido.
Dado que el naturalismo evolucionista propone una explicación empírica de la moralidad, no requiere que la moralidad exista objetivamente; Linville considera que esto conducirá a antirrealismo o escepticismo moral. C. S. Lewis argumentó que, si se acepta el naturalismo evolutivo, la moral humana no puede describirse como absoluta y objetiva porque las declaraciones morales no pueden ser correctas o incorrectas. A pesar de esto, argumentó Lewis, quienes aceptan el naturalismo evolucionista todavía actúan como si existieran verdades morales objetivas, lo que llevó a Lewis a rechazar el naturalismo por considerarlo incoherente.  Como teoría ética alternativa, Lewis ofreció una forma de teoría del mandato divino que equiparaba a Dios con la bondad y trataba la bondad como una parte esencial de la realidad, afirmando así la existencia de Dios.
J. C. A. Gaskin cuestiona la primera premisa del argumento de la objetividad moral, argumentando que debe demostrarse por qué la moralidad absoluta y objetiva implica que la moralidad está ordenada por Dios, en lugar de simplemente una invención humana. Podría ser el consentimiento de la humanidad lo que le da fuerza moral, por ejemplo. El filósofo estadounidense Michael Martin sostiene que no es necesariamente cierto que las verdades morales objetivas deban implicar la existencia de Dios, sugiriendo que podría haber explicaciones alternativas: sostiene que el naturalismo puede ser una explicación aceptable y, incluso si una explicación sobrenatural es necesaria, no tiene que ser Dios (el politeísmo es una alternativa viable). Martin también sostiene que una explicación no objetiva de la ética podría ser aceptable y cuestiona la opinión de que una explicación subjetiva de la moralidad conduciría a la anarquía moral.
El filósofo Enric Fernández Gel considera que "el fundamento metafísico de la ética en Aristóteles y Tomás de Aquino" sostiene que una explicación naturalista-aristotélica es posible sin requerir de la existencia Dios pero, según su filosofía tomista, "el hombre tiene una naturaleza orientada hacia ciertos fines porque y sólo porque la recibe de Dios".

### Argumento a favor de la conciencia

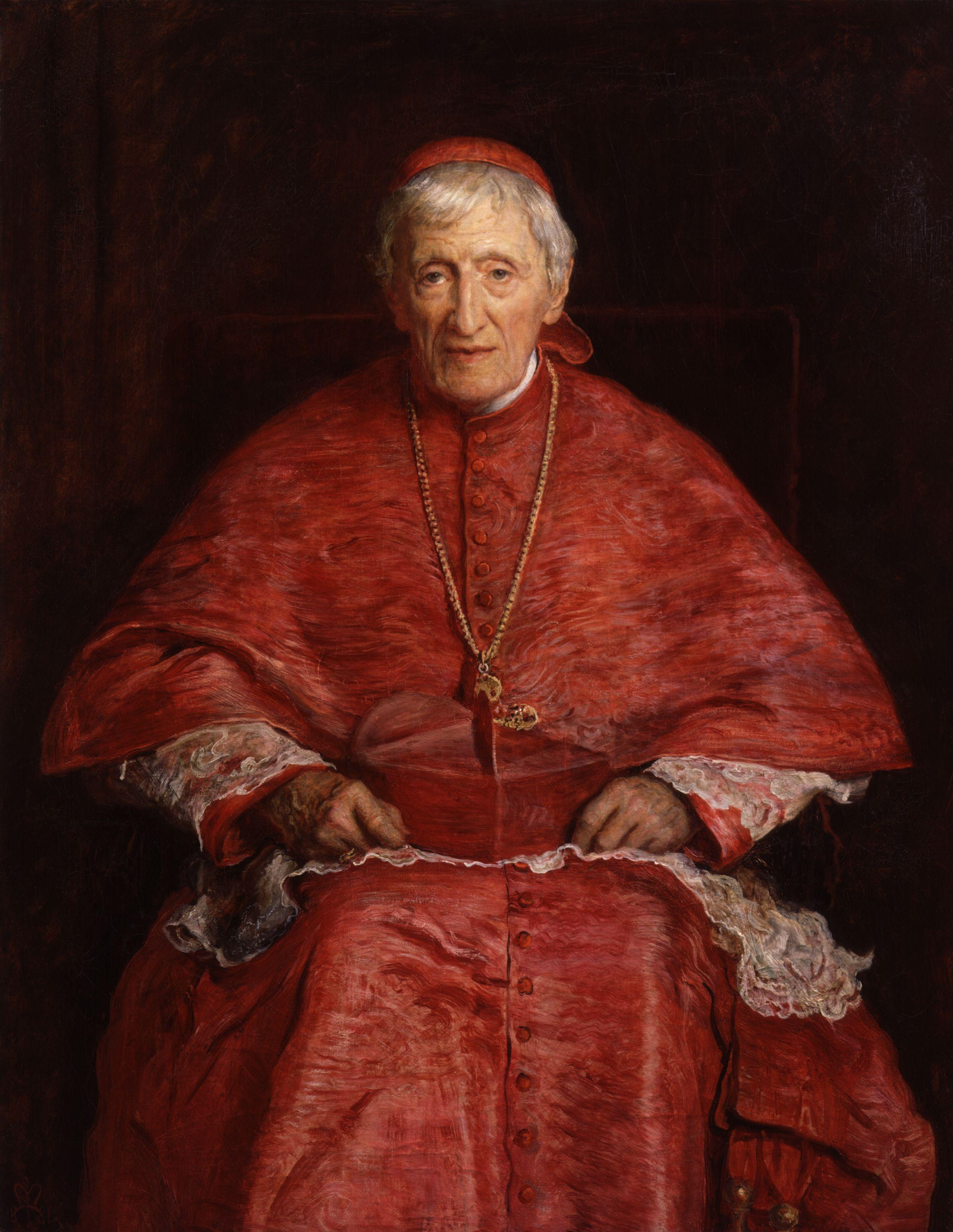
Retrato de John Henry Newman, que utilizó la conciencia como prueba de la existencia de Dios

Relacionado con el argumento de la moralidad está el argumento de la conciencia, asociado con el obispo del siglo XVIII Joseph Butler y el cardenal del siglo XIX John Henry Newman. Newman propuso que la conciencia, además de dar guía moral, proporciona evidencia de verdades morales objetivas que deben ser respaldadas por lo divino. Sostuvo que el emotivismo es una explicación inadecuada de la experiencia humana de la moralidad porque las personas evitan actuar de manera inmoral, incluso cuando podría ser de su interés. Newman propuso que, para explicar la conciencia, Dios debe existir. 
El filósofo inglés John Locke argumentó que las reglas morales no pueden establecerse a partir de la conciencia porque las diferencias en las conciencias de las personas llevarían a contradicciones. Locke también señaló que la conciencia está influenciada por "la educación, la empresa y las costumbres del país", crítica lanzada por J. L. Mackie, quien argumentó que la conciencia debería verse como una "introyección" de otras personas en la mente de un agente. Michael Martin desafía el argumento de la conciencia con una explicación naturalista de la conciencia, argumentando que el naturalismo proporciona una explicación adecuada para la conciencia sin la necesidad de la existencia de Dios. Utiliza el ejemplo de la internalización por parte de los seres humanos de las presiones sociales, lo que genera miedo a ir en contra de estas normas. Incluso si se requiere una causa sobrenatural, argumenta, podría ser algo distinto de Dios; esto significaría que el fenómeno de la conciencia no apoya más al monoteísmo que el politeísmo.
C. S. Lewis defiende la existencia de Dios de manera similar en su libro Mero cristianismo, pero no se refiere directamente a él como el argumento de la moralidad.